# Isles-sur-Suippe
Isles-sur-Suippe ist eine französische Gemeinde mit 979 Einwohnern (Stand: 1. Januar 2022) im Département Marne in der Region Grand Est. Sie gehört zum Arrondissement Reims und ist Mitglied im Gemeindeverband Communauté urbaine du Grand Reims. Die Einwohner werden Islois und Isloises genannt.

## Geografie

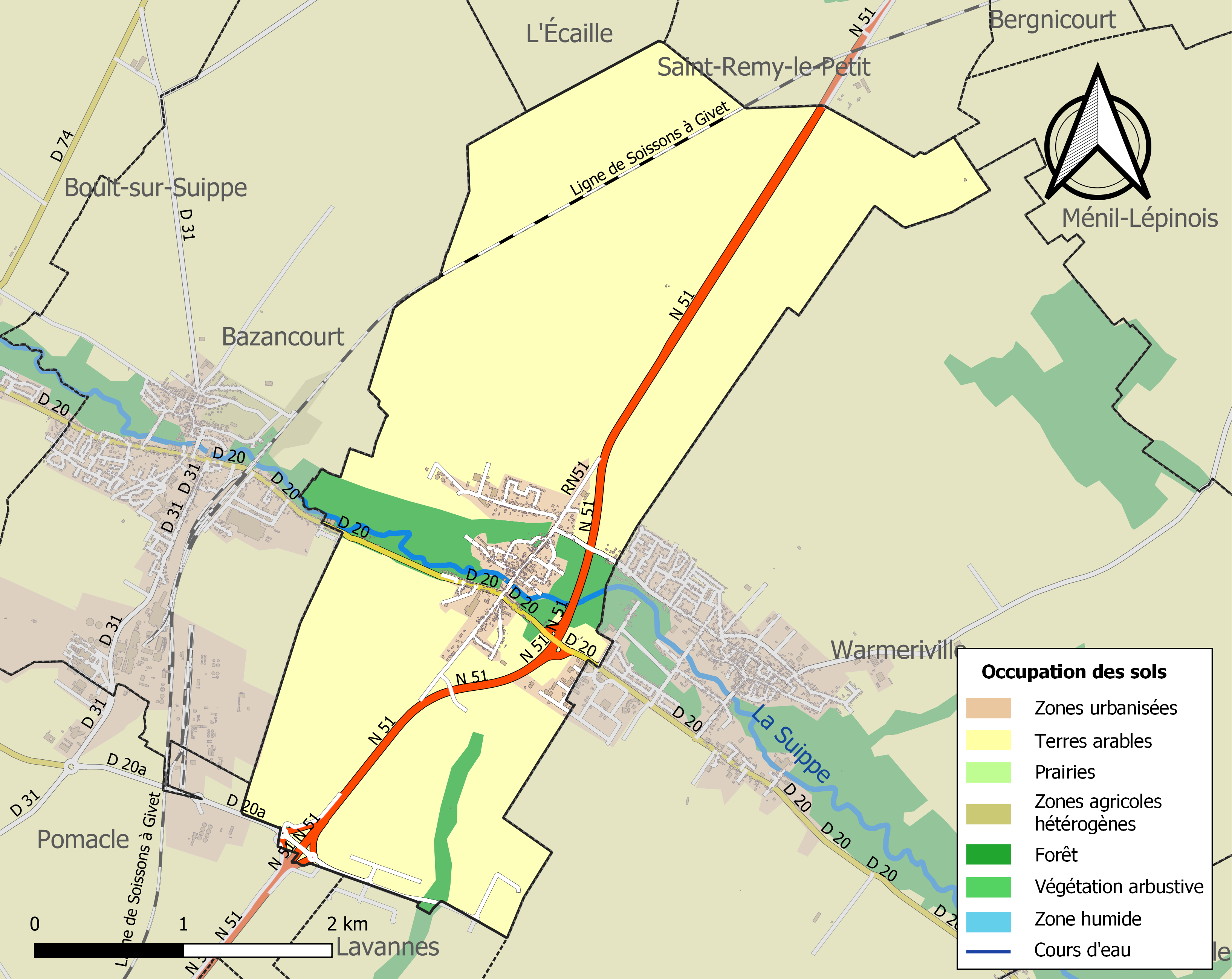
Bodennutzung, Hydrografie und Infrastruktur der Gemeinde (2018)

Isles-sur-Suippe liegt etwa 16 Kilometer nordöstlich von Reims am nördlichen Rand des Départements Marne an der Grenze zum benachbarten Département Ardennes. Die Gemeinde erstreckt sich im Norden der historischen Provinz Champagne. Sie befindet sich im Einzugsgebiet der Seine und wird von der der Suippe entwässert, die das Gemeindegebiet in einem breiten Tal von Ost nach West durchströmt. Der zeitweise trockenfallende Bach Ru tritt im Süden in das Gebiet der Gemeinde ein, fließt in nördlicher Richtung und mündet beim Zentrum der Gemeinde in die Suippe. Diese liegt auf einer Höhe von etwa 80 m, das Tal der Suippe etwa fünf Höhenmeter tiefer. Das Gelände steigt im Süden auf einem Höhenrücken Mont de la Sorcière auf etwa 105 m an, im Nordosten auf über 130 m an.
87 % der Fläche der Gemeinde landwirtschaftlich genutzt, etwa 8 % sind bewaldet, insbesondere entlang der Suippe und am Bach Ru (Stand: 2018).
Umgeben wird Isles-sur-Suippe von den Nachbargemeinden L’Écaille (Département Ardennes) im Norden, Saint-Remy-le-Petit (Département Ardennes) im Norden und Nordosten, Ménil-Lépinois (Département Ardennes) im Nordosten, Warmeriville im Osten, Lavannes im Süden, Pomacle im Südwesten sowie Bazancourt im Westen.

## Bevölkerungsentwicklung

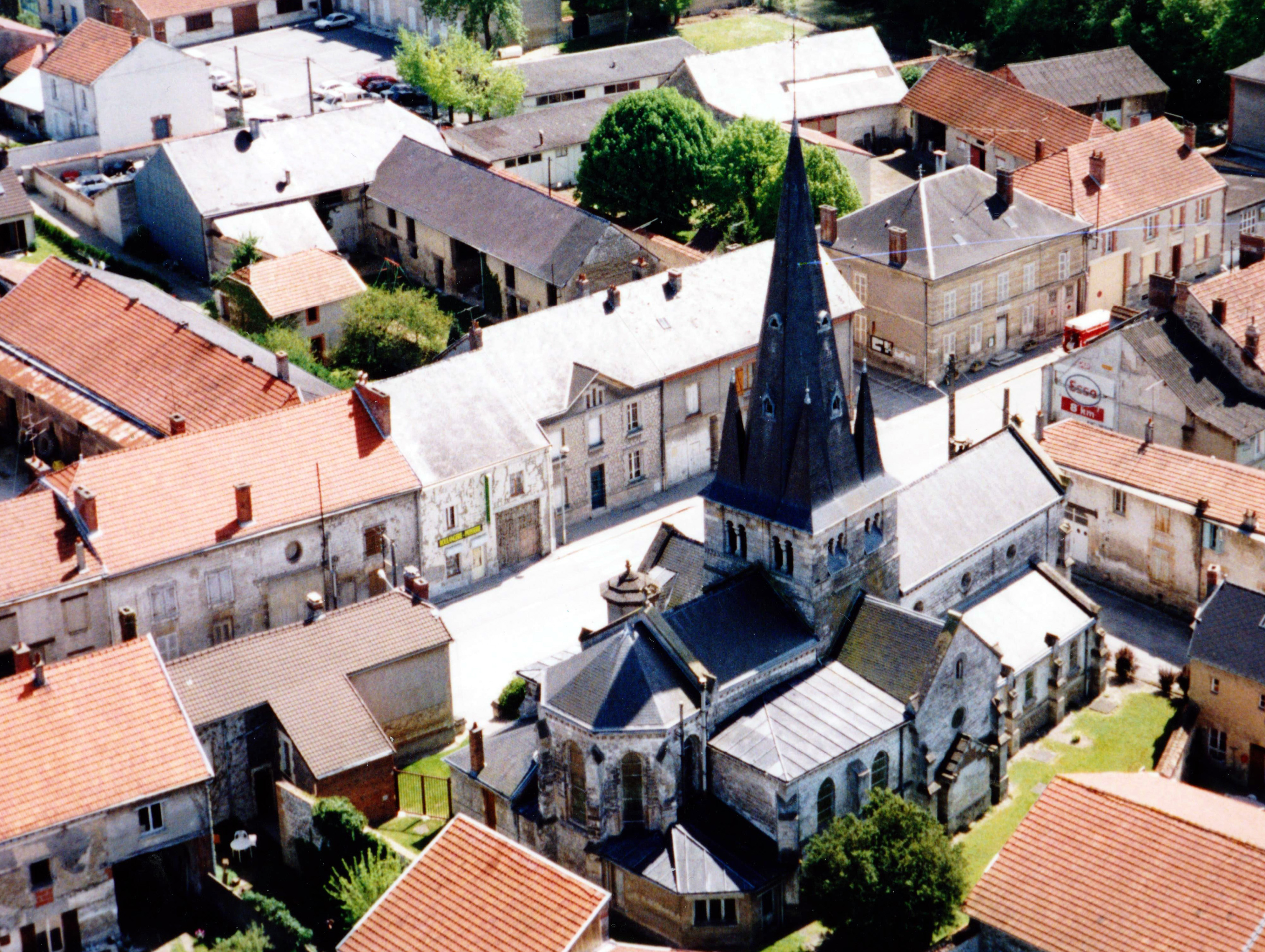
Luftbild der Kirche Saint-Remi

| Jahr                       | 1962 | 1968 | 1975 | 1982 | 1990 | 1999 | 2006 | 2013 | 2020 |
| Einwohner                  | 547  | 529  | 548  | 713  | 635  | 661  | 738  | 823  | 946  |
| Quellen: Cassini und INSEE |      |      |      |      |      |      |      |      |      |

## Sehenswürdigkeiten
- Kirche Saint-Remi aus dem 12. Jahrhundert

## Verkehr
Die autobahnähnliche Route nationale 51 durchquert die Gemeinde von Südwest nach Nordost mit zwei Anschlussstellen, wobei das Zentrum selbst umfahren wird. Sie dient als Verbindungsstück zwischen zwei Abschnitten der Autoroute A 34 von Reims nach Sedan. Die Departementsstraße D 20 wird entlang der Suippe geführt und verbindet das Zentrum mit Bazancourt im Westen und mit Warmeriville im Osten.
Die Bahnstrecke Soissons–Givet durchquert das nördliche Gemeindegebiet ohne Haltepunkt.

## Persönlichkeiten
Der Widerstandskämpfer Roger Warnet (1926–1945, Ceux de la Résistance (CDLR)) wurde dort geboren.